# Stipa confusa
Stipa confusa là một loài thực vật có hoa trong họ Hòa thảo. Loài này được Litv. miêu tả khoa học đầu tiên năm 1929.